# Phytomyza clematidophoeta
Phytomyza clematidophoeta är en tvåvingeart som beskrevs av Spencer 1969. Phytomyza clematidophoeta ingår i släktet Phytomyza och familjen minerarflugor.
Artens utbredningsområde är Ontario. Inga underarter finns listade i Catalogue of Life.